# Neoperla coreensis
Neoperla coreensis är en bäcksländeart som beskrevs av Ra, Kim, Kang och Ham 1994. Neoperla coreensis ingår i släktet Neoperla och familjen jättebäcksländor. Inga underarter finns listade i Catalogue of Life.